# Cătălin Dorian Florescu
Catalin Dorian Florescu (n. 27 august 1967, Timișoara) este un scriitor elvețian de origine română. 

## Biografie
Cătălin, născut la data de 27 august anul 1967 în orașul Timișoara, face prima călătorie la vârsta de 9 ani în Italia și America, întorcându-se în România după 8 luni. În vara anului 1982 susține admiterea la liceu, dar reușește să fugă în aceeași vară, împreună cu părinții, în Elveția. Din 1982 locuiește în Zürich, primind între timp cetățenie elvețiană.
A studiat psihologia și psihopatologia la Universitatea din Zürich. După absolvire (1995) a lucrat în perioada anilor 1995-2001 ca psihoterapeut într-un centru de reabilitare a narcomanilor. De cinci ani s-a perfecționat în terapia gestaltistă, iar din decembrie 2001 este scriitor liber-profesionist în Zürich. 

## Opere
- Wunderzeit 2001 ISBN 3-85842-395-5
- Vremea minunilor, Editura Polirom, 2005 ISBN 973-681-823-3 [5]
- Im Nabel der Welt în: Reto Sorg și Andreas Paschedag (red.): Swiss Made: junge Literatur aus der deutschsprachigen Schweiz. Berlin: Wagenbach 2001 ISBN 3-8031-2419-0
- Der kurze Weg nach Hause, Editura Pendo, 2002 ISBN 3-85842-476-5
- Drumul scurt spre casă, traducere de Mariana Bărbulescu, prefață de Marius Chivu, Editura Polirom, 2006 ISBN 973-46-0344-2
- Der blinde Masseur, Editura Pendo, 2006 ISBN 3-86612-079-6
- Maseurul orb , traducere de Mariana Bărbulescu, prefață de Robert Șerban, Editura Polirom, Iași, 2007
- 11. September în: Feuer, Lebenslust! Erzählungen deutscher Einwanderer, Editura Klett-Cotta, Stuttgart 2007, ISBN 978-3-608-93516-5
- Zaira, roman, Editura C. H. Beck, München, 2008, ISBN 978-3-406-57029-2
- Zaira, traducere de Mariana Bărbulescu, Editura Polirom, Iași, 2010
- Jacob beschließt zu lieben, roman, Editura C. H. Beck, München, 2008, ISBN 978-3-406-61267-1
- Jacob se hotărăște să iubească,traducere de Mariana Bărbulescu, Editura Polirom, Iași, 2012
- Der Mann, der das Glück bringt. C.H.Beck, München 2016. ISBN 978-3-406-69112-6.[6]
- Bărbatul care aduce fericirea, traducere de Mariana Bărbulescu, Editura Humanitas, București, 2018

## Premii
- 2001 Premiile Pro Helvetia și Hermann Lenz pentru romanul Vremea minunilor publicat la Editura Pendo din Zürich în anul 2001
- 2002 Premiul Adelbert von Chamisso
- 2003 Premiul Anna Seghers
- 2008 Dresdner Stadtschreiber
- 2011 Cartea anului în Elveția (premiul Schweizer Buchpreis), pentru romanul Jacob beschließt zu lieben („Jacob se hotărăște să iubească”), acordat de Uniunea Editorilor și Librarilor din Țara Cantoanelor[7][8]
- 2012 Premiul de Literatură Eichendorf[9]